# Bilozerský rajón
Bilozerský rajón (ukrajinsky Білозерський район) byl rajón v Chersonské oblasti na Ukrajině. Hlavním městem byla Bilozerka a rajón měl přibližně 65 tisíc obyvatel. 

## Sídla v rajónu
- Bilozerka